# Bertrand de Lassus
Pour les autres membres de la famille, voir Famille de Lassus.

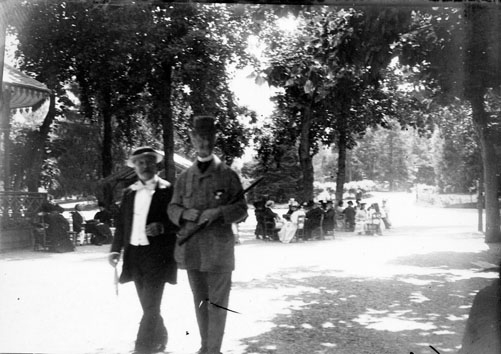
Bertrand de Lassus en compagnie d'Henry Russell à Luchon, en 1895, photographie d'Eugène Trutat

Bertrand, baron de Lassus, né le 20 avril 1868 à Montréjeau (Haute-Garonne), mort le 13 janvier 1909 à Paris, est un pyrénéiste français.

## Biographie
Fils aîné de Marc de Lassus et de Caroline Pillet-Will, Bertrand Marie François de Lassus est attiré très tôt par les Pyrénées, où il est né et qu'il ne quittera guère de sa courte vie : il meurt de problèmes cardiaques à 41 ans, en 1909, la même année que son ami, dont il rêvait de suivre les traces, le comte Henry Russell.
Sa première ascension est celle du mont Sacon, modeste éminence qui domine Montréjeau. Par la suite, il va parcourir les Pyrénées en tous sens, souvent accompagné par Henri Passet dont il apprécie les qualités. Du reste, lassé des courses rapides, il décide en 1899 de procéder autrement, en séjournant pour de longues périodes — huit à quinze jours — dans ce qui préfigure le « camp de base », logeant dans des tentes, et en rayonnant ainsi autour. Il faut pour cela une logistique et des moyens, mais le baron de Lassus n'en manque pas. Henri Passet est chargé de cette organisation, qui lui permet de donner du travail à nombre de ses concitoyens de Gavarnie, qu'ils soient guides, comme l'indispensable François Bernat-Salles, ou porteurs. Le baron de Lassus mène ainsi une vie d'aventure, ascensionnant, chassant, et retrouvant le soir ses tentes confortablement équipées. Une des personnalités les plus éminentes du pyrénéisme… le baron Bertrand de Lassus, a mené pendant de longues années au milieu des solitudes l'existence fastueuse d'un délicat adonné aux jeux passionnants de la chasse ou de l'escalade, écrit Henry Spont, autre grand pyrénéiste. Et Beraldi ajoute : « Bertrand de Lassus, après un vigoureux pyrénéisme de conscrit vivant au bivouac, et l'assaut donné à cent trente-quatre pics et positions notables, s'est mis à faire du pyrénéisme de repos, de luxe, dans ses campements sybarites…  »

### Les camps du baron de Lassus
Le premier camp, en juin 1899, est le camp des Gentianes : quatre tentes et du matériel sont montés de Gavarnie avec sept ânes et quatre chevaux, jusqu'aux rives du lac des Gentianes, en face du glacier d'Ossoue. Au baron se sont joints Marc de Lassus, son demi-frère, le peintre Jules-Bertrand Gélibert, le père Carrère qui dit la messe le dimanche, et les guides Henri Passet, François Bernat-Salles, Henri Courtade et quelques autres. Le camp dure neuf jours.
Fin juillet 1900, le deuxième camp est planté au col du Rabiet. On installe des tentes, mais on utilise aussi le petit abri ogival, de « style Lourde-Rocheblave », qui a été bâti quatre ans plus tôt à l'initiative de Charles Packe. Les ascensions (Néouvielle, Pic Long…) alternent avec les parties de chasse et le thé de cinq heures, avec ou sans punch.
En 1901, le camp des Salarous (Salarons, ou Carriata), en Haut-Aragon, inaugure de nouvelles tentes d'explorateur, d'une technologie dernier cri, et dépasse en somptuosité tous les autres. 
Le camp de 1902 est en vallée d'Ossau, à Arrious. Puis il est démonté et réinstallé à Ayous, qui sera le dernier camp du baron de Lassus.
Il est membre de la Société Ramond, et écrit de nombreuses contributions dans le Bulletin.

### Le château de Valmirande
Bertrand de Lassus est un personnage éminemment romantique : il adore être photographié, dans des mises en scène élaborées, costumé de toutes les façons possibles, en montagnard, en explorateur, en Espagnol, contrebandier, dans des poses martiales. Il se fait construire à Montréjeau, à partir de 1892, le château de Valmirande, une extravagante et somptueuse construction néo-renaissance, avec sa chapelle, de grands parterres, un parc d'une quarantaine d'hectares, aménagé par les frères Bülher (auteurs du Parc de la Tête d'Or à Lyon et du parc Borély à Marseille), avec un ruisseau enjambé par des ponts, un lac que domine une grotte belvédère… Palais quasi-royal, dit Russell. Le château a été dessiné par l'architecte bordelais Louis Garros. Il est solennellement inauguré après le camp des Gentianes, et béni par l'archevêque de Toulouse, le 3 novembre 1899. Il appartient toujours à la famille de Lassus.

## Hommage
En 1935, la ville de Montréjeau lui élève une statue de bronze, œuvre du sculpteur Montorgue. La foule assiste à l'inauguration, le 24 novembre 1935.